# Палец Ога

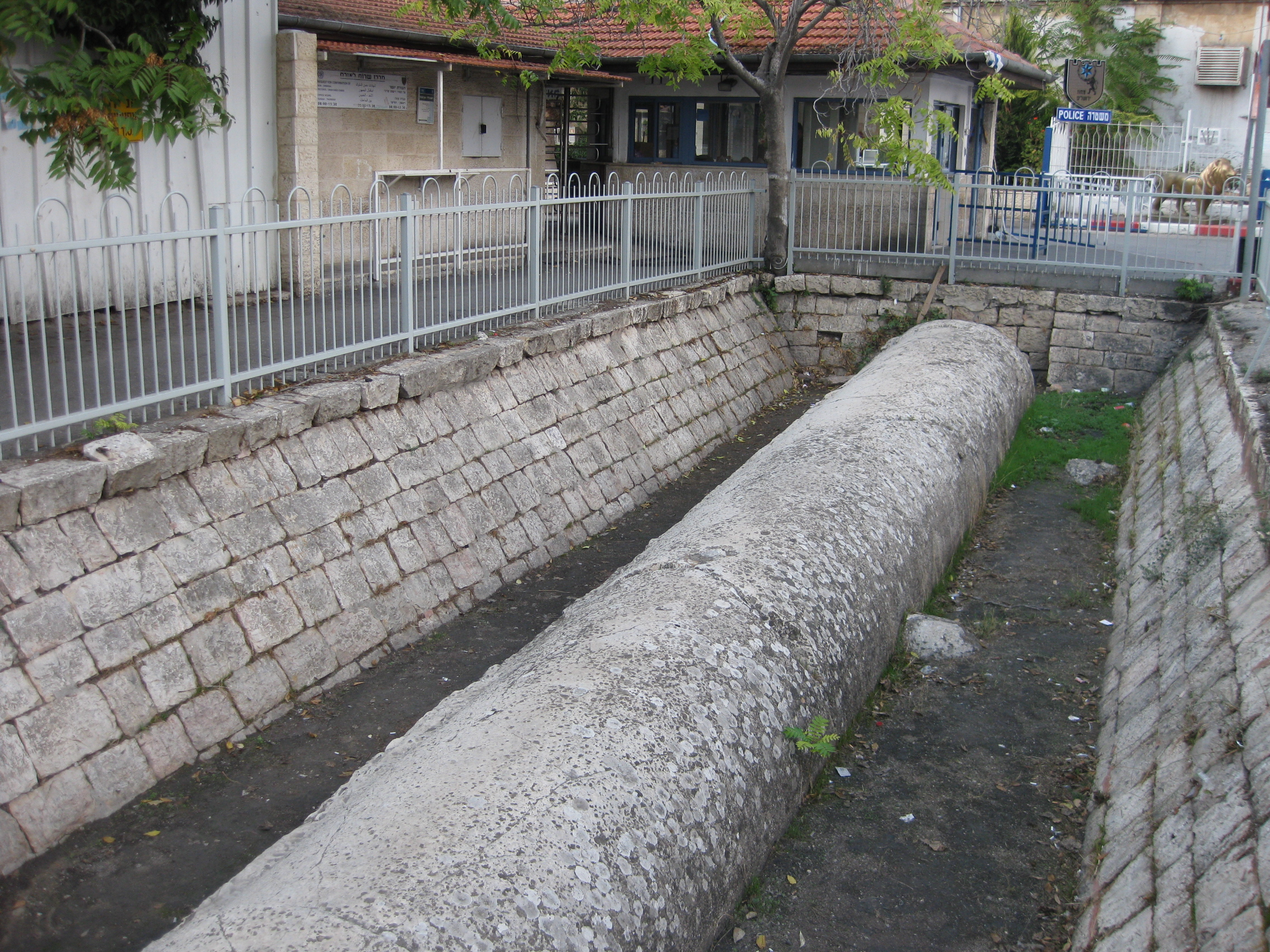

Палец Ога (царя Башана) — название, данное большой каменной колонне, которую ещё иногда называют Колонной Ирода. Находится она перед Русским подворьем в Иерусалиме.
Длина колонны составляет 12 м. Возможно, её собирались использовать при возведении Храма Ирода, либо византийской церкви. Колонна имеет дефект, которым, по-видимому, и объясняется то, что её оставили лежать на месте.